# Universitat de Valladolid
La Universidad de Valladolid és una universitat pública espanyola fundada al segle xiii, encarregada de l'ensenyança d'estudis superiors en set campus distribuïts per quatre ciutats de Castella i Lleó: Valladolid, Palència, Sòria i Segòvia.

## Història
La Universidad de Valladolid es crea, segons investigacions recents, per intervenció reial i municipal, com consta als documents de donació de rentes al nou Estudi, els reis castellans serien els seus creadors i el consell val·lisoletà actuaria com intermediari de la fundació. Una altra hipòtesi és que el resultat del trasllat de l'Estudi General de Palència entre els anys 1208 i 1241 pel rei d'Alfons VIII de Castella, i el bisbe Tello Téllez de Meneses.

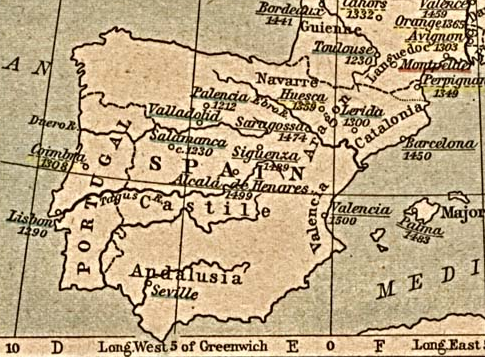
Mapa de fundació d'Universitats castellanes i catalano-aragoneses

Ha estat una institució molt vinculada a la ciutat des del seu naixement, influint en el seu desenvolupament per la intensa activitat cultural i econòmica que impulsava. Al principi es va situar a la Col·legiata, passant després a l'actual emplaçament de la Facultat de Dret, a l'altre costat de la plaça.
En los anys 80, la Universitat va emprendre la construcció de centres docents al barri de La Rondilla, però després es va buscar la dispersió en diferents zones. Més endavant començarà la construcció als barris de Belén i de San Pedro Regalado.

## Edificis

### Edifici Històric. Facultat de Dret

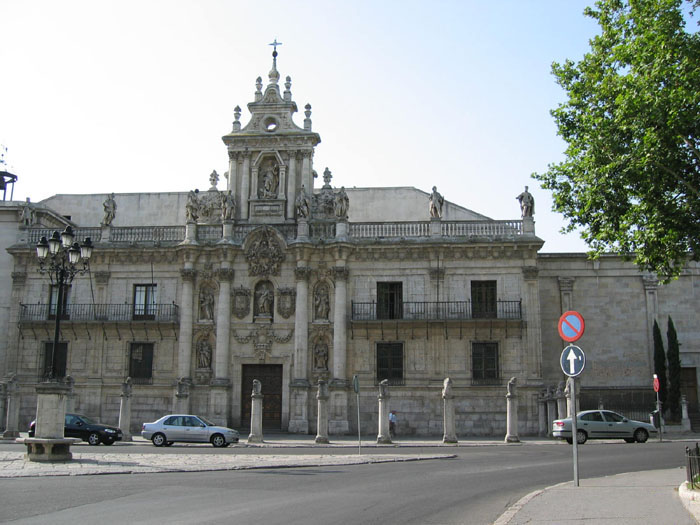
Façana barroca (1715) de l'edifici de la Universitat, avui Facultat de Dret.

El primer edifici de la Universitat del que tenim notícies de la seva entitat arquitectònica és el construït a finals del segle xv, després del trasllat de la institució des de la Col·legiata fins als seu nou emplaçament. Constava d'un claustre de quatre costats, al que s'obrien les aules, i una capella tardogótica de certa magnitud. Al claustre s'entrava per una portada, també tardogòtica, que s'obria al carrer Librería. A principis del segle xviii, aquest edifici resultava insuficient, pel que s'amplià amb un altre claustre quadrangular, amb quatre galeries, al que s'obrien diverses aules construïdes al mateix moment. Tancant el conjunt a la plaça de Santa Maria (avui plaça de la Universitat), es va realitzar una interessant façana barroca projectada pel carmelita Fray Pedro de la Visitación i que es va construir el 1715. S'hi troben diferents grups escultòrics de qualitat i que representen al·legories de les matèries que s'impartien a l'edifici. És de destacar el cos central, organitzat per quatre columnes gegants i rematat per una gran peineta. A la balustrada es disposen quatre escultures que representen als reis que van afavorir a la Universitat val·lisoletana.
Aquest conjunt, format per aquests dos claustres, el del segle xv i el del xviii, les seves aules respectives i altres edificacions annexes, com la capella o la torre del rellotge -construïda al segle XIX-, van subsistir fins al 1909.

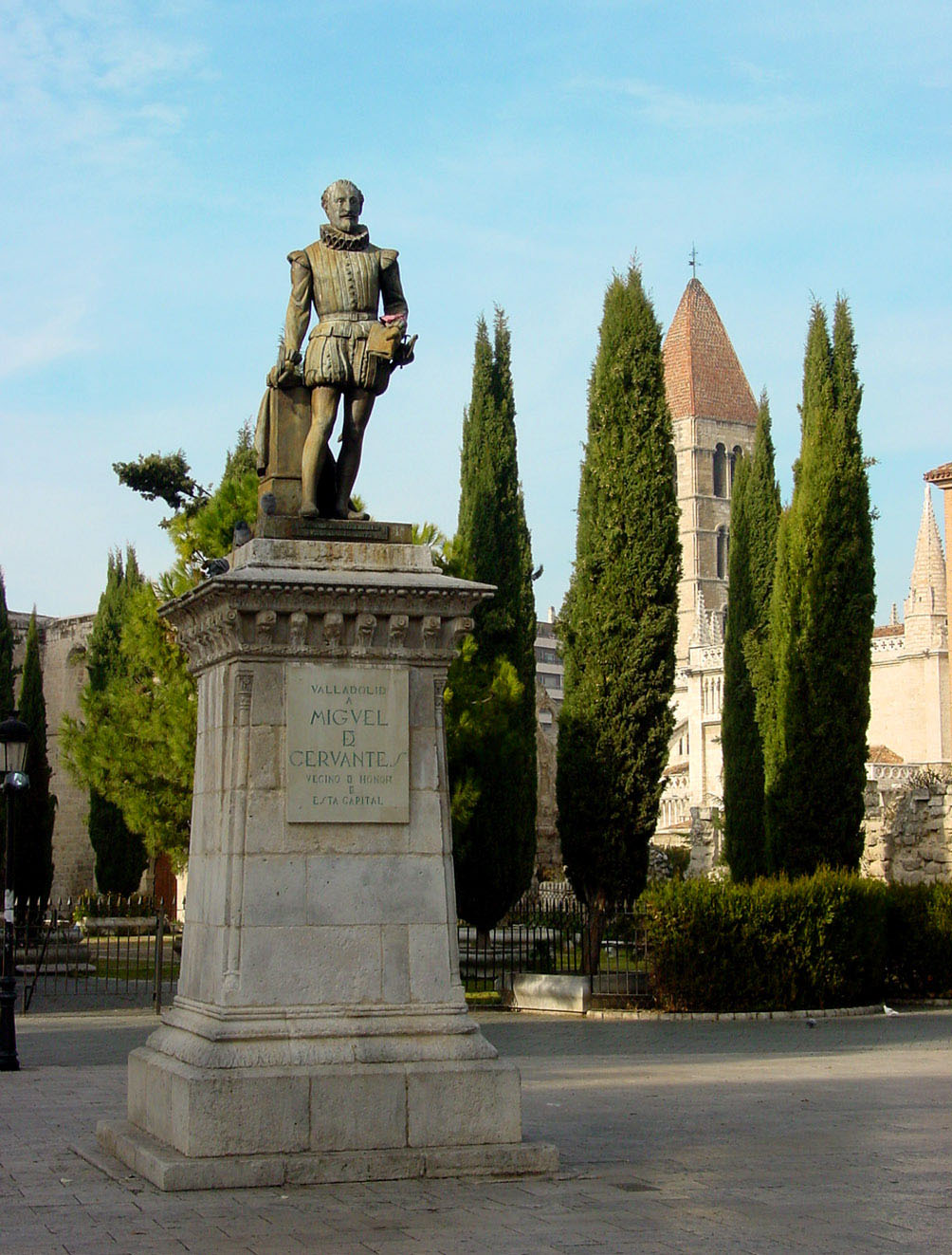
Estàtua de Cervantes a la Plaça de la Universitat, davant de la Facultat de Dret.

El 1909, i amb gran polèmica, es va decidir enderrocar l'antic edifici per construir un nou edifici seguint línies eclèctiques i projectat per l'arquitecte Teodosio Torres. D'aquest escombrament tan sols es va salvar la façana barroca de Fray Pedro de la Visitación, tot i que sembla que la idea inicial considerava també la seva destrucció. El projecte de Torres plantejava un edifici universitari amb dos claustres, como el preexistent. La seva organització s'efectuava mitjançant una caixa d'escala situada entre ambdós claustres i una gran vestíbul que s'obria al carrer Librería. La façana de l'edifici universitari a aquest carrer es basava en una reinterpretació de la fatxada barroca de Fray Pedro, però utilitzant elements decoratius provinents del plateresc, barroc, neoclassicisme i grans forats propis de la mentalitat higienística de l'època.
El 1939, aquest edifici sofreix un incendi i rep unes modificacions per part de Constantino Candeira amb una gran escala i vestíbul, seguint línies historicistes. Aquesta escala és una mostra de l'arquitectura triomfalista i historicista pròpia de la Postguerra espanyola. Posteriorment, el 1968 es realitzen les últimes obres que conformen l'actual edifici, ensorrant el segon claustre i construint en el solar d'aquest, un edifici de cinc plantes per allotjar l'alumnat. També la façana del carrer Librería fou aleshores remodelada

### Escola Tècnica Superior d'Arquitectura
Es construeix després d'una gènesi complicada. En un principi, l'edifici amb projecte de Fernández Alba, anava a ser la delegació del Ministeri d'Educació, a la Plaça de Poniente, junt a l'Institut Núñez de Arce. Però, concegut a la Universitat l'Escola Tècnica Superior d'Arquitectura, es manté el projecte d'Alba, transportant-lo al barri residencial de Huerta del Rey.
L'edifici està dotat d'un fort caràcter representatiu, abandonant les formes orgàniques d'altres edificis val·lisoletans de l'època. Es marca un eix de simetria a la façana, que organitza els contundents volums del conjunt.
L'ampliació, projectada també per Fernández Alba als 80, s'idea ja per la seva funció, sense la limitació espacial que tenia el projecte inicial. Es busca ara una major llibertat d'organització amb una planta centralitzada.

### Facultat de Ciències Econòmiques
La Facultat de Ciències Econòmiques, projectada pels arquitectes Salvador Gayarre, Tomás Domínguez i Juan Martín és un dels edificis que la Universitat impulsa als anys 80. Ja des del seu origen, l'edifici quedava petit per allotjar a la quantitat d'estudiants que la titulació requeria, pel que pocs anys després es va procedir a la construcció de l'Aulari Campus Esgueva, adjacent a la Facultat, i que presta serveis a la Facultat d'Economia i a la d'Enginyers.

### Palau de Santa Cruz
A les proximitats de la Universitat, com motor de desenvolupament de la ciutat i lloc de formació de clergues i científics, sorgeixen multitud d'institucions com el Col·legi Major Santa Cruz (Valladolid).

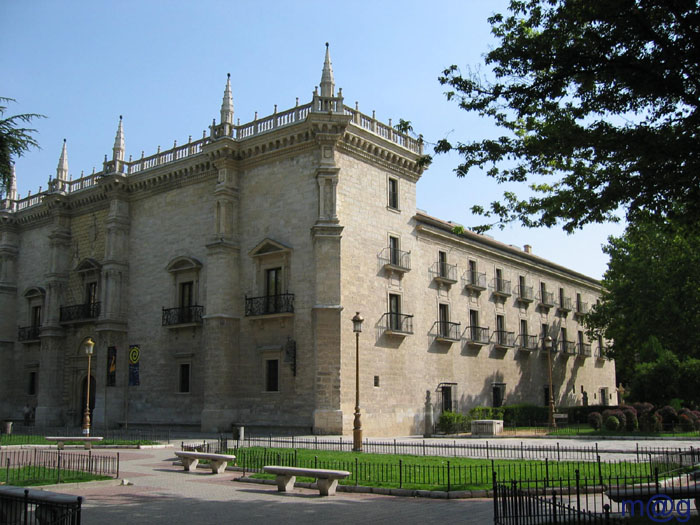
Palau de Santa Cruz.

El Cardenal Pedro González de Mendoza, funda aquest Col·legi el 1482, any en què és nomenat arquebisbe de Toledo. De sòlida formació intel·lectual, obre les portes al Renaixement a la ciutat, amb un edifici primer projectat en gòtic, probablement per Enrique Egas, però canviat el 1490 a una estètica renaixentista per ordre seva. Però tan sols es va adaptar la façana amb la inclusió d'elements decoratius del nou estil. Aquestes obres foren dirigides per Lorenzo Vázquez de Segovia. Al segle xviii es va reformar de nou la façana.
L'edifici, de planta quadrangular, s'ordena entorn d'un pati de tres pisos. El baix va haver de ser reconstruït per Juan de Nates el 1603 per la mala qualitat de la pedra. L'arquitecte Domingo Ondategui reformà els dos superiors el 1744.
El contingut de la seva biblioteca, amb les estanteries dels llibres que daten de principis del segle xviii, és molt ric i important, amb diverses desenes d'incunables i nombrosos llibres impresos dels segles XVI, XVII, xviii i xix, part d'ells provinents de biblioteques de monestirs i convents desamortitzats.
Actualment, a l'edifici s'hi troba instal·lat el Rectorat de la Universitat i el Museu de la Universitat de Valladolid.

## Actualitat
En l'actualitat, la Universitat de Valladolid compta de set campus:
- A Valladolid: Campus de Valladolid, dividit alhora en:
  - Campus de Huerta del Rey
  - Campus Centro
  - Campus del Río Esgueva
  - Campus Miguel Delibes
- A Sòria: Campus de Sòria
- A Segòvia: Campus de Segòvia
- A Palència: Campus de Palència

Els seus més de 30.000 alumnes es reparteixen en 25 centres amb més de 2.000 professors i 1.000 "PAS" (Personal d'Administració i Serveis).
Disposa, a més dels 25 centres, d'una sèrie d'edificis administratius com per exemple el Palau de Santa Cruz on es troba el rectorat o la Casa del Estudiante on es troben la resta de serveis administratius. El CTI (Centre de Tecnologies de la Informació) es troba a l'edifici de la Residència Universitària Alfons VIII junt a la Facultat de Ciències.

## Facultats, Escoles Tècniques Superiors i Escoles Universitàries

### Valladolid
- Escola Tècnica Superior d'Arquitectura de Valladolid
- Escola Tècnica Superior d'Enginyeria Informàtica
- Escola Tècnica Superior d'Enginyers de Telecomunicació
- Escola Tècnica Superior d'Enginyers Industrials de Valladolid
- Facultat de Ciències
- Facultat de Ciències Econòmiques i Empresarials
- Facultat de Dret
- Facultat d'Educació i Treball Social
- Facultat de Filosofia i Lletres
- Facultat de Medicina
- Escola Universitària d'Infermeria
- Escola Universitària d'Estudis Empresarials
- Escola Universitària Politècnica

### Palència
- Escola Tècnica Superior d'Enginyeries Agràries
- Facultat de Ciències del Treball
- Escola Universitària d'Educació

### Sòria
- Facultat de Traducció i Interpretació
- Escola Universitària d'Educació
- Escola Universitària d'Infermeria
- Escola Universitària d'Estudis Empresarials
- Escola Universitària de Fisioteràpia
- Escola Universitària d'Enginyeries Agràries

### Segóvia
- Facultat de Ciències Socials, Jurídiques i de la Comunicació
- Escola Universitària d'Informàtica
- Escola Universitària de Magisteri "Nuestra Señora de la Fuencisla"